# Johann Jürgens

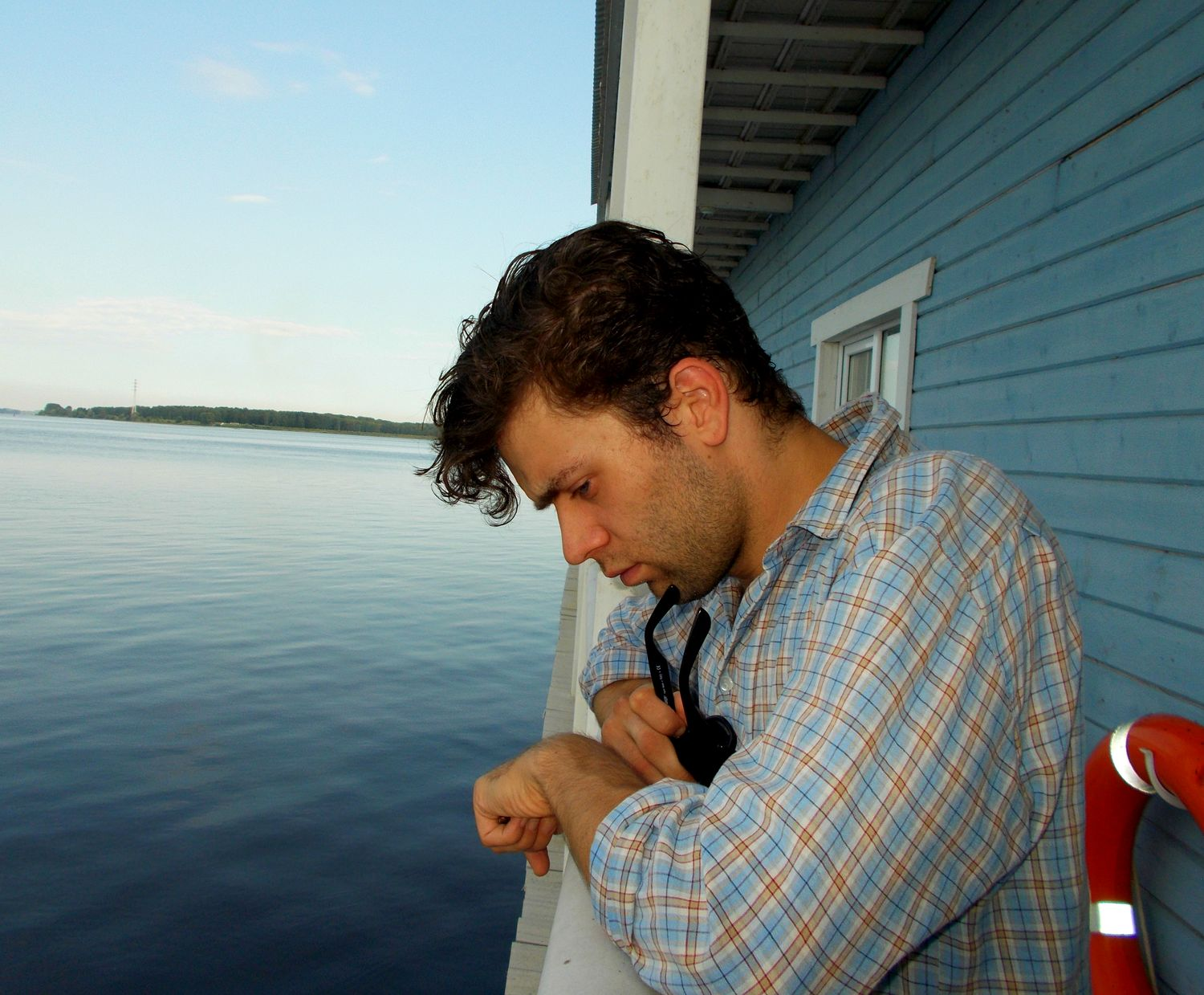
Johann Jürgens (2013)

Johann Jürgens (* 1985 in Neubrandenburg) ist ein deutscher Schauspieler und Musiker.

## Leben
Jürgens absolvierte nach der Schule eine Schauspielausbildung an der Theaterakademie Zinnowitz und später an der Hochschule für Schauspielkunst „Ernst Busch“ in Berlin. 2008 wurde er, gemeinsam mit Laura Tratnik, für seine Rolle in Push up mit dem Nachwuchspreis des Bundesministeriums für Wissenschaft und Forschung beim Theatertreffen deutschsprachiger Schauspielstudierender in Rostock ausgezeichnet. 2008 spielte er im bat-Studiotheater der Schauspielschule „Ernst Busch“ in Hamlet/Fragment. Daraufhin wurde er von Klaus Dörr, dem Geschäftsführenden Direktor des Maxim-Gorki-Theaters, zu einem Vorsprechen eingeladen und engagiert.
Ab der Spielzeit 2008/09 war er bis 2013 festes Ensemblemitglied am Maxim-Gorki-Theater. Dort spielte er u. a. den Valère in der Uraufführung von Der Geizige. Ein Familiengemälde (Regie: Jan Bosse, Premiere: Spielzeit 2009/10) und Charles Bovary in einer Bühnenfassung von Madame Bovary (Regie: Nora Schlocker, Premiere: Februar 2011) mit Julischka Eichel als Partnerin in der Titelrolle. Neben kleineren musikalischen Einlagen in verschiedenen Inszenierungen wirkte Jürgens am Maxim-Gorki-Theater auch in zwei Musikprojekten mit: Auf der Sonnenseite, ein Abend mit Liedern von Manfred Krug, und Zurück zur Natur - Ein Konzert für Städtebewohner.
2011 spielte Jürgens am Heimathafen Neukölln in Berlin in Endstation Ewige Heimat (Regie: Nicole Oder, Elisabeth Tropper und Ensemble).
Zur Spielzeit 2013/14 wechselte Jürgens als festes Ensemblemitglied an das Schauspiel Stuttgart, wo er u. a. mit Simon Solberg, Armin Petras, Sebastian Baumgarten und David Bösch zusammenarbeitete. Er spielte am Schauspiel Stuttgart u. a. den jungen Eberhard Pfister in Pfisters Mühle (2014) mit Julischka Eichel, Michael Klammer und Holger Stockhaus als Partnern und Terry in Breaking the Waves (2015) mit Robert Kuchenbuch als Partner.
Von 2017 bis 2021 war er freischaffend u. a. am Schauspielhaus Zürich, am Düsseldorfer Schauspielhaus, am Maxim-Gorki-Theater in Berlin, am Staatstheater Darmstadt und am Staatstheater Cottbus tätig. 2017/18 spielte er am Schauspielhaus Zürich den Matti in Herr Puntila und sein Knecht Matti (Regie: Sebastian Baumgarten) an der Seite von Robert Hunger-Bühler. Ab der Spielzeit 2021/22 war er bis 2024 festes Ensemblemitglied am Staatstheater Kassel. In der Spielzeit 2024/25 gastierte er am Schauspielhaus Zürich unter der Interimsintendanz von Ulrich Khuon.
Johann Jürgens wirkte auch in zahlreichen Fernseh- und Kinofilmproduktionen mit. Eine seine ersten Filmarbeiten, zweisam (2009; Regie: Jano Ben Chaabane), wurde 2010 mit dem 1. Preis beim Deutschen Jugendvideopreis ausgezeichnet. Er spielte u. a. in Das letzte Schweigen (2010; Regie: Baran bo Odar), Die Unsichtbare (2011; Regie: Christian Schwochow) und Wir wollten aufs Meer (2012; als Schönherrs Mithäftling Teucher, Regie: Toke Constantin Hebbeln) mit. Im Kinofilm Goethe! (2010) verkörperte er unter der Regie von Philipp Stölzl den Assessor Schleyn.
In der ZDF-Krimiserie SOKO Wismar (2010) war er in einer Episodenhauptrolle als Wilderer Jürgen Koczinki zu sehen. In der ZDF-Krimireihe Ein starkes Team spielte er in der 55. Folge Die Frau im roten Kleid (2013) den jungen Bräutigam Christian Krüger. In der 16. Staffel der ZDF-Krimiserie SOKO Leipzig (Erstausstrahlung: November 2015) folgte eine Episodenrolle als Tatverdächtiger Kevin Wilke. In Sherry Hormanns Politthriller Tödliche Geheimnisse (2016) verkörperte Jürgens den NGO-Aktivisten Arne Gentner und Kontaktmann zu einem Whistleblower. Ab 2017 spielte er in der erfolgreichen TV-Serie Babylon Berlin über mehrere Staffeln den Medizinstudenten Rudi Malzig und Liebhaber der Kriminalassistentin Charlotte Ritter (Liv Lisa Fries). In dem Märchenfilm Der Schweinehirt (Erstausstrahlung: Dezember 2017) verkörperte Jürgens, an der Seite von Milan Peschel, den Ladeninhaber Krumm. In der 16. Staffel der ZDF-Krimiserie SOKO Köln (2018) war Jürgens wieder in einer SOKO-Episodenrolle zu sehen; er spielte den Cellisten Anton Castell, dessen jüngerer Bruder bei einem brutalen Raubüberfall zu Tode kam. In der ab September 2018 neu im ZDF erstausgestrahlten TV-Serie SOKO Potsdam spielte Jürgens in zwei Folgen den Fotografen Lars Ruhland, den Freund der Kriminalhauptkommissarin Luna Kunath (Caroline Erikson). In der 23. Staffel der ZDF-Serie SOKO Leipzig (2022) übernahm er eine dramatische Episodenhauptrolle als leidenschaftlicher Kunsträuber und Meisterdieb Felix Lubrich.
Er ist Autor des Hörspiels Das Türschloss (2003; Regie: Patrick Conley). Daneben ist Jürgens auch als Musiker, Sänger und Songwriter aktiv. Er komponierte Filmmusik und arbeitete in unterschiedlichen Bandprojekten. Seit seinem neunten Lebensjahr lernte er Cello; er spielt außerdem Klavier, Gitarre und Schlagzeug. Er ist seit 2004 Mitglied und Leadsänger der Band „Sternburg Rot“, deren Musik eine Mischung aus „Punkrock und Powerpop“ ist. Jürgens selbst schreibt und singt am liebsten auf Deutsch. 2012 war Jürgens als Darsteller in dem Musikvideo „Wage es zu glauben“ des Musikprojekts XAVAS zu sehen.
Johann Jürgens lebt in Berlin.

## Theater (Auswahl)
- 2010: Der Geizige. Ein Familiengemälde (UA) (als Valère). Von PeterLicht nach Molière. Inszenierung: Jan Bosse. Maxim Gorki Theater.
- 2011: Madame Bovary (als Charles Bovary). Nach dem Roman von Gustave Flaubert. Inszenierung: Nora Schlocker. Maxim Gorki Theater.
- 2011: Endstation Ewige Heimat. Inszenierung: Nicole Oder / Dramaturgie: Elisabeth Tropper. Heimathafen Neukölln.
- 2013: Urgötz (als Georg / Franz). Von Johann Wolfgang von Goethe. Inszenierung: Simon Solberg. Schauspiel Stuttgart.
- 2014: Das kalte Herz (als Kohlenmunk). Nach dem Märchen von Wilhelm Hauff. Inszenierung: Armin Petras. Schauspiel Stuttgart.
- 2014: Die Dreigroschenoper (als Macheath). Von Bertolt Brecht / Kurt Weill. Inszenierung: Sebastian Baumgarten. Schauspiel Stuttgart.
- 2014: Pfisters Mühle (als Eberhard Pfister). Nach der Erzählung von Wilhelm Raabe. Inszenierung: Armin Petras. Schauspiel Stuttgart.
- 2015: Breaking the Waves (als Terry). Nach dem Film von Lars von Trier. Inszenierung: David Bösch. Schauspiel Stuttgart.
- 2017: Herr Puntila und sein Knecht Matti (als Matti). Von Bertolt Brecht. Inszenierung: Sebastian Baumgarten. Schauspielhaus Zürich.
- 2019: Der Bürger als Edelmann / Ariadne auf Naxos (als Jourdain). Von Moliere / Richard Strauss. Inszenierung: Christian Weise. Staatstheater Darmstadt.
- 2019: Dantons Tod (als Simon, Souffleur). Von Georg Büchner. Inszenierung: Armin Petras. Düsseldorfer Schauspielhaus.
- 2020: Umkämpfte Zone (UA) (als Robby, Ines’ Bruder). Von Ines Geipel. Inszenierung / Bearbeitung: Armin Petras. Staatstheater Cottbus.
- 2021: Tausend deutsche Diskotheken (UA) (männliche Rollen). Von Michel Decar. Inszenierung: Tobias Schilling, Lina Gasenzer, Tim Wittkop. Staatstheater Kassel.
- 2022: Die Verwandlung (als Vater). Von Franz Kafka. Inszenierung: Stef Lernous. Staatstheater Kassel.
- 2023: Singletreff (UA) (als Lars Bunk). Von Dirk Laucke. Inszenierung: Lars-Ole Walburg. Staatstheater Kassel.
- 2023: Die Hebamme (als Hauptmann Preller vom Antikorruptionsreferat des Verteidigungsministeriums / Oberstadtdirektor Gnilljeneimer, SPD). Von Rolf Hochhuth. Inszenierung: Tom Kühnel. Staatstheater Kassel.
- 2023: Operation Abendsonne (UA) (als Holger Fourier). Von Dirk Laucke. Inszenierung: Christiane Pohle, Kiril Stankow. Staatstheater Kassel.
- 2023: Die Friedensstifterin (als Muafak / Referent). Von Avishai Milstein. Inszenierung: Josua Rösing. Staatstheater Kassel.
- 2024: Die rote Zora und ihre Bande (als Vater). Von John von Düffel, nach Kurt Held. Inszenierung: Selen Kara. Schauspielhaus Zürich.
- 2024: König Lear (als Edgar). Von Thomas Melle, nach William Shakespeare. Inszenierung: Anne Lenk. Schauspielhaus Zürich.
- 2024: König Alkohol (Bühnenmusik, männliche Rollen). Von Jack London. Inszenierung: Manon Pfrunder. Staatstheater Kassel.

## Filmografie
- 2010: Das letzte Schweigen (Kinofilm)
- 2010: Goethe! (Kinofilm)
- 2010: SOKO Wismar (Fernsehserie; Folge: Hochwild)
- 2011: Die Unsichtbare (Kinofilm)
- 2012: Wir wollten aufs Meer (Kinofilm)
- 2013: Ein starkes Team – Die Frau im roten Kleid (Fernsehreihe)
- 2014: Schmitke (Kinofilm)
- 2015: SOKO Leipzig (Fernsehserie; Folge: Erlösung)
- 2016: Tatort – Der treue Roy (Fernsehreihe)
- 2016: Tödliche Geheimnisse (Fernsehfilm)
- 2017: Der Schweinehirt (Fernsehfilm)
- 2017–2022: Babylon Berlin (Fernsehserie)
- 2018: SOKO Köln (Fernsehserie; Folge: Ohne Reue)
- 2018: Feierabendbier (Kinofilm)
- 2018: SOKO Potsdam (Fernsehserie; Serienrolle)
- 2018: Kruso (Fernsehfilm)
- 2020: Lindenberg! Mach dein Ding
- 2021: Notruf Hafenkante (Fernsehserie; Folge: Schwer verliebt)
- 2022: SOKO Leipzig (Fernsehserie; Folge: Der rote Punkt)